# Naval Base Coronado

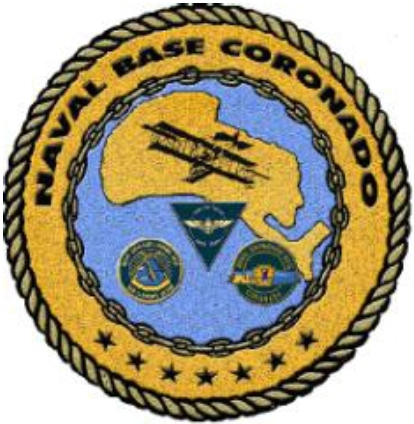
Tygversion av basens sigill.

Naval Base Coronado (förkortning: NBC) är en marinbas tillhörande USA:s flotta bildad 1997 med säte på Naval Air Station North Island i San Diego i Kalifornien som omfattar flera militära anläggningar i och kring San Diego.
Naval Base Coronado upptar en areal på över 230 km² och den sammanlagda personalstyrkan på förbanden vid NBC är 36 000 militärer och civilanställda, vilket gör det till den största arbetsgivaren i San Diego County. Anläggningarna har som gemensam nämnare att de har koppling till flottans flygstridskrafter samt till flottans specialförband, Navy SEALs.

## Anläggningar

### Naval Air Station North Island

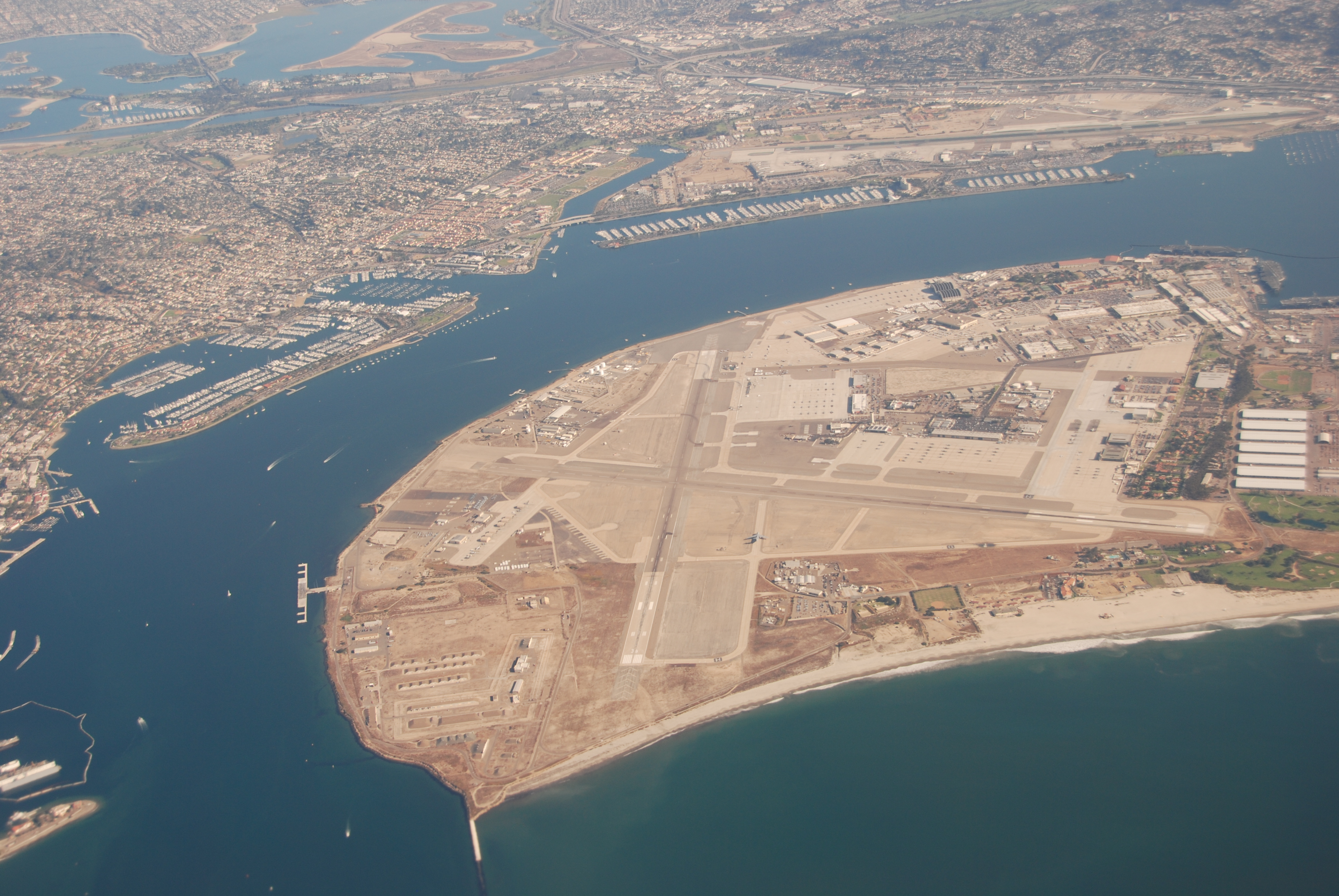
Naval Air Station North Island är belägen på Coronado-halvön vid inloppet till San Diego-bukten. I bakgrunden på fastlandet syns San Diego International Airport.

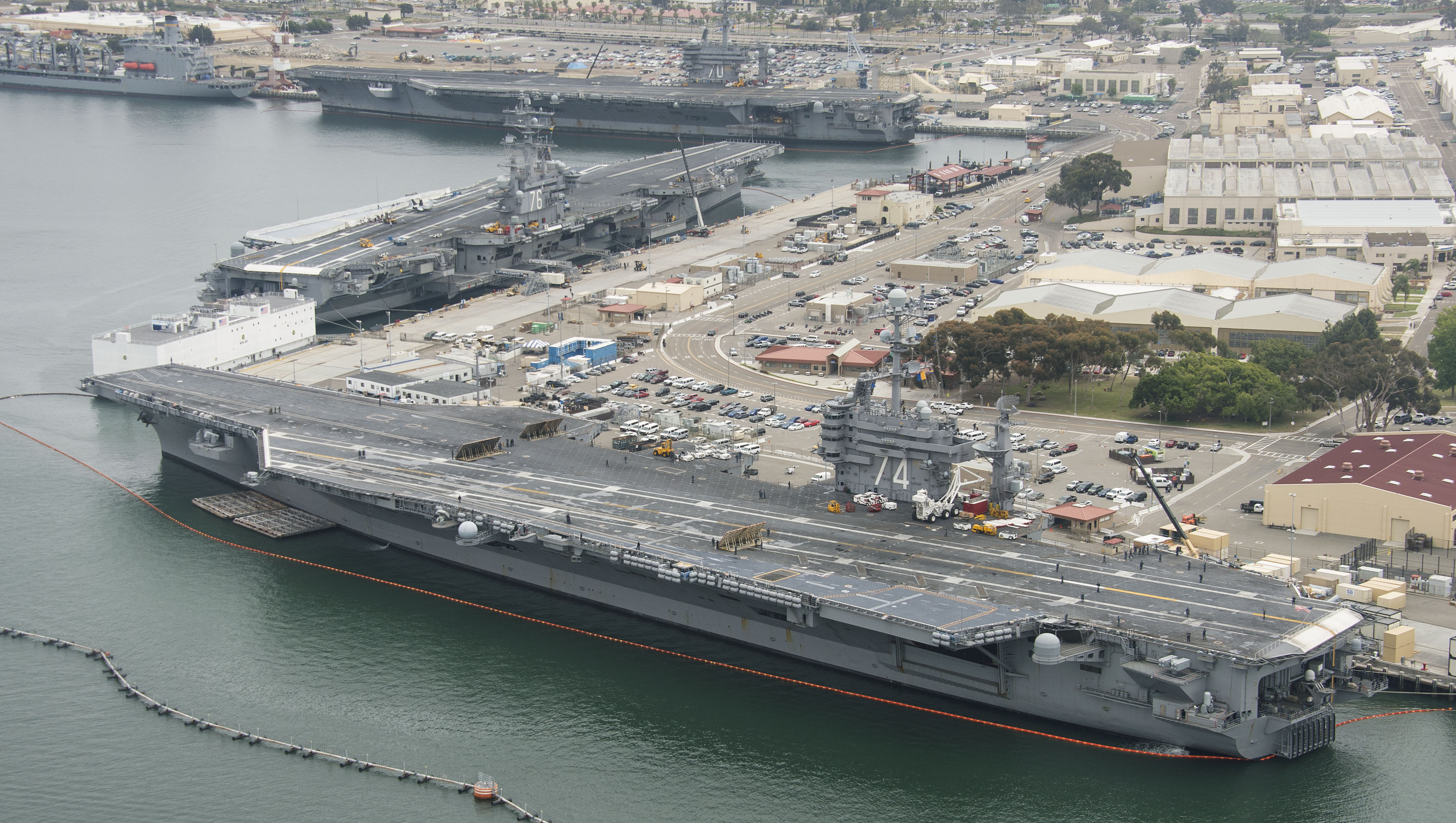
Tre hangarfartyg av Nimitz-klass vid kaj, 12 juni 2015.

Naval Air Station North Island (förkortning: NASNI) är en militär flygplats (IATA: NZY, ICAO: KNZY, FAA LID: NZY) samt även hemmahamn för flera av hangarfartygen i Stillahavsflottan. Flygplatsen är stationeringsort för de flesta av flottans skvadroner med helikoptrar.
Där finns även högkvarteren för Naval Air Forces/Naval Air Forces Pacific. Vidare finns där även underhållsdepån Fleet Readiness Center Southwest som ingår i Naval Air Systems Command. Delar av långfilmen Top Gun: Maverick utspelar sig samt är även delvis inspelad på platsen.

### Naval Amphibious Base Coronado

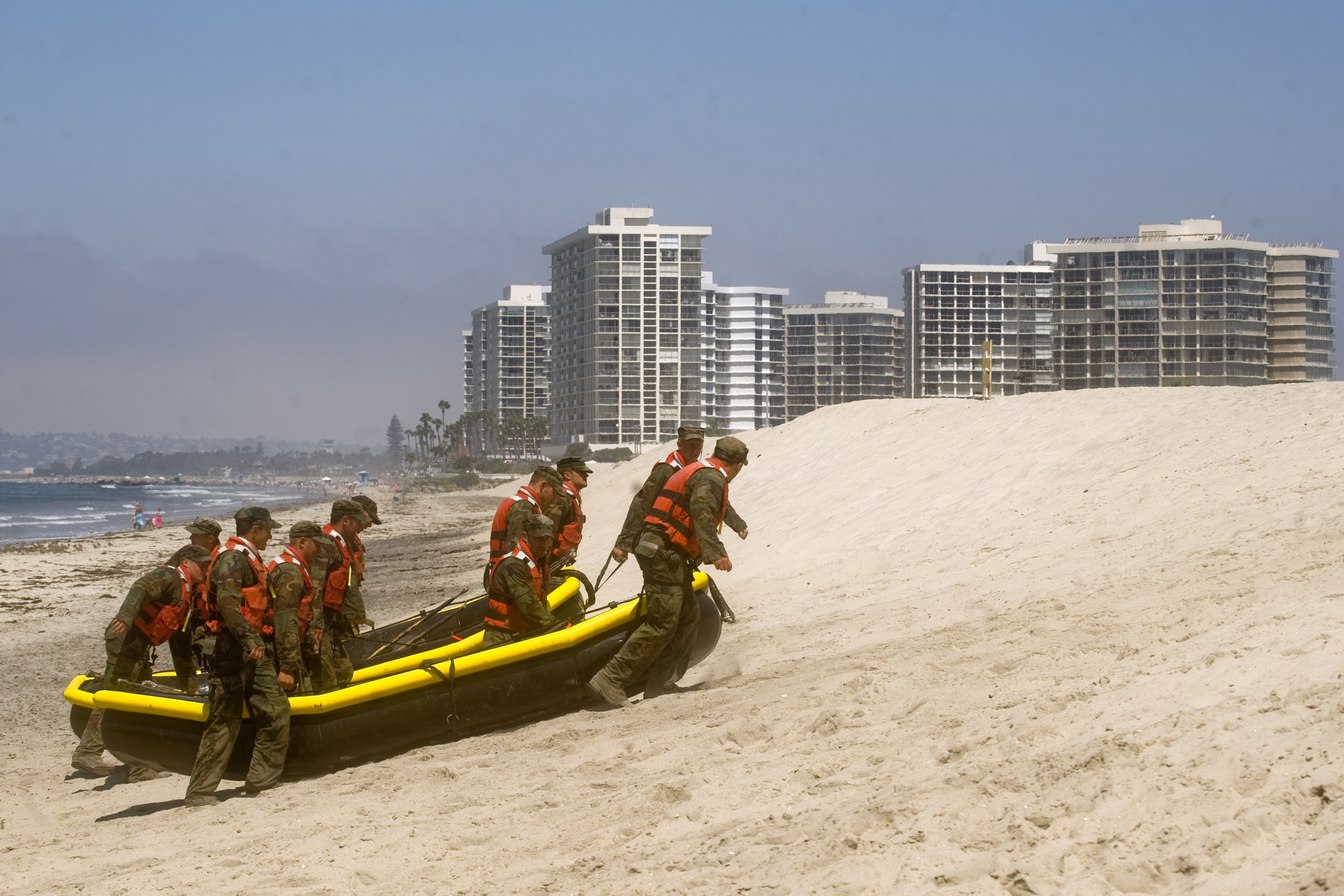
Utbildning av Navy SEALs vid Naval Amphibious Base Coronado.

Naval Amphibious Base Coronado (förkortning: NAB Coronado) ligger strax söder om Naval Air Station North Island (32°40′32″N 117°09′38″V / 32.67547°N 117.160649°V) och är huvudbasen på USA:s västkusten för amfibieförbanden, i vilket Navy SEALs ingår. 
Där finns högkvarteret för Naval Special Warfare Command (NAVSPECWARCOM), Naval Special Warfare Center (NSWC) som ansvarar för utbildningen av Navy SEALs samt förläggning för Naval Special Warfare Group 1 (NSWG-1), i vilket teamen 2, 4, 8 och 10 ingår), Naval Special Warfare Group 3 (NSWG-3) med särskilda undervattensfarkoster samt en bataljon Seabees (Amphibious Construction Battalion 1).

### Naval Outlying Landing Field Imperial Beach
Naval Outlying Landing Field Imperial Beach (IATA: NRS, ICAO: KNRS, FAA LID: NRS) är en helikopterbas i Imperial Beach i närheten av gränsen till Mexiko.

### Övriga
- Naval Auxiliary Landing Field San Clemente Island – militärt övningsområde på en av kanalöarna.
- Silver Strand Training Complex – övningsanläggning för specialförbanden.
- SERE Training Facility Warner Springs – Övningsområde i nordvästra delen av San Diego County. Där utbildas flygpersonal i flottan och marinkåren samt specialförband i SERE.
- Camp Michael Monsoor Mountain Warfare Training Facility – övningsområde på 1 000 meter över havet öster om San Diego.
- Camp Morena – Skjutfält i sydöstra San Diego County.